# Mouvement chromatique
Pour les articles homonymes, voir Mouvement.
En harmonie tonale, un mouvement chromatique — appelé également chromatisme — est un cas particulier de mouvement mélodique obligé réalisé entre trois sons successifs séparés par deux demi-tons inégaux — le premier, chromatique, le deuxième, diatonique — mais de même sens. 
Les trois sons en question — note préparatoire, note attractive et note résolutive — forment donc un intervalle de seconde majeure — soit, un ton.
Par exemple : fa - fa{\displaystyle \sharp } - sol.
La différence entre le demi-ton diatonique et le demi-ton chromatique n'est pas seulement d'ordre théorique. En effet, le demi-ton chromatique, le plus expressif des deux, introduit une tension en amenant la note chromatique. Cette tension va trouver sa résolution grâce au pouvoir attractif du demi-ton diatonique. Par ailleurs, le demi-ton diatonique est en principe plus petit que le demi-ton chromatique.
La réalisation du mouvement chromatique nécessite un certain nombre de précautions, sous peine de produire un effet un peu dur, appelé fausse relation chromatique. 

## Note chromatique
La note chromatique est la note attractive d'un mouvement chromatique. Étant étrangère à la tonalité, la note chromatique doit être accidentellement altérée. Selon le sens du mouvement, elle pourra être altérée de deux manières.
Lorsque le mouvement chromatique est ascendant (exemples A et C), l'altération est le plus souvent ascendante : 
- un dièse — exemple : do - do{\displaystyle \sharp } - ré ;
- un double dièse — exemple : fa{\displaystyle \sharp } - fa- sol{\displaystyle \sharp } ;
- ou encore, un bécarre — exemple : la{\displaystyle \flat } - la{\displaystyle \natural } - si{\displaystyle \flat }.

Lorsque le mouvement chromatique est descendant (exemple B), l'altération est le plus souvent descendante :
- un bémol — exemple : mi - mi{\displaystyle \flat } - ré ;
- un double bémol — exemple : si{\displaystyle \flat } - si{\displaystyle \flat \flat } - la{\displaystyle \flat } ;
- ou encore, un bécarre — exemple : sol{\displaystyle \sharp } - sol{\displaystyle \natural } - fa{\displaystyle \sharp }.

## Préparation et résolution du mouvement chromatique

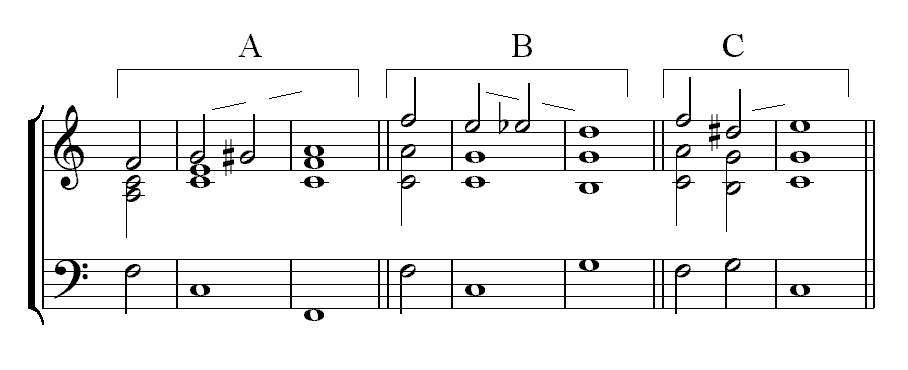
Mouvements chromatiques

- La note chromatique est normalement amenée par demi-ton chromatique. Il peut cependant arriver qu'un mouvement chromatique ne soit pas préparé (exemple C).

- La note chromatique fait normalement sa résolution régulière par demi-ton diatonique, ascendant si le sens du mouvement chromatique est ascendant (exemple A et C), descendant dans le cas contraire (exemple B).

Comme toute note attractive, la note altérée d'un mouvement chromatique peut faire une résolution exceptionnelle. Il faut éviter cependant un mouvement de seconde majeure en sens inverse, surtout à la partie supérieure. Dans le même ordre d'idées, il est souhaitable pour des raisons purement mélodiques, qu'un mouvement chromatique donné soit précédé d'un intervalle conjoint de même sens (exemples A et B).

## Harmonisation de la note chromatique
La note chromatique peut être harmonisée de plusieurs manières selon qu'elle est note réelle ou note étrangère.

### Note réelle d'un accord
Lorsqu'elle est note réelle d'un accord, la note chromatique — dissonance constitutive ou sensible — peut être harmonisée de manière différente selon qu'elle est ascendante ou descendante.
- La note chromatique ascendante peut être harmonisée comme la quinte ascendante d'un accord altéré (exemple D), ou comme une sensible (exemple E).

- La note chromatique descendante peut être harmonisée comme une tierce majeure descendante (exemple F), comme une septième de dominante (exemple G), comme une neuvième mineure de dominante (exemples H et I), comme une sixte napolitaine (exemple J) ou comme la quinte descendante d'un accord altéré (exemple K).

### Note étrangère
Lorsqu'elle est note étrangère, la note chromatique peut être harmonisée de manière différente selon qu'elle est ascendante ou descendante. Dans les deux cas, la note chromatique constitue une dissonance plus ou moins passagère, pouvant être définie, soit comme une note de passage, soit comme une appoggiature.
- La note chromatique ascendante peut être harmonisée comme une note de passage (exemple L) ou comme une appoggiature (exemple M).

- La note chromatique descendante peut être harmonisée comme une note de passage (exemple N) ou comme une appoggiature (exemple O).